# Gremio Sol del Este Fútbol Club
El Gremio Sol del Este Fútbol Club (anteriormente llamado Club Deportivo Sol del Este) es una institución deportiva de Ciudad del Este, Departamento Alto Paraná, Paraguay y actualmente juega en la Tercera División y también ocasionalmente en simultáneo en su liga regional, la Liga Deportiva Paranaense.

## Historia

### Orígenes (2009 - 2010)
El club fue fundado con el nombre de Club Deportivo Sol del Este el 26 de enero del 2009, participando inicialmente solo en la Liga Deportiva Paranaense (equivalente a la cuarta división).

### Incursión en la tercera división (2011 - 2017)
Desde el 2011 inició su participación en la Primera División Nacional B, conformada exclusivamente clubes y selecciones locales del interior del país.
En el 2011 Sol del Este y Nanawa fueron los dos clubes de la Liga Deportiva Paranaense que se inscribieron para el Clasificatorio de la UFI para la Primera B Nacional, pero únicamente Sol obtuvo uno de los 7 pases al campeonato nacional que se disputaría por vez primera ese año (equivalente a Tercera División).
En el primer Campeonato Nacional B el club conquistó el vicecampeonato, quedando a un paso de ascender a la División Intermedia.
Participó de nuevo en el Nacional B del 2012, aunque sin buenos resultados. Mientras que en el Nacional B 2013 llegando hasta semifinales. No participó del Nacional B 2014, y aunque sería parte de la fase previa del Nacional B 2015, finalmente se retiró antes del inicio de la competencia. En la temporada 2016 participó del Campeonato Nacional B (grupo B en primera fase), pero terminó ubicado en el último puesto. No participó en el campeonato del 2017.
En la temporada 2018 llegó nuevamente hasta las semifinales (como ganador de la serie sureste), donde fue eliminado por diferencia de goles por el General Caballero JLM, otro club del Departamento de Alto Paraná.

### Cambio de nombre e inactividad (2018 - 2021)
En mayo del año 2018 el club cambió su nombre a Gremio Sol del Este Fútbol Club, inspirados en el Club Gremio de Brasil.
Para la temporada 2019 el club solicitó permiso para no disputar el campeonato de la Liga Deportiva Paranaense, y así centrarse en su participación en la Primera División B Nacional 2019 (Tercera División), aunque al final no participó.
En el 2020, no hubo torneos deportivos por la pandemia de covid-19, lo cual afectó negativamente a la economía del club.
En el 2021, el club no participó de la Primera División B Nacional 2021 y solo se enfocó en jugar en su liga regional.

### Regreso a la tercera división (2022 - actualmente)
Finalmente, desde el año 2022, volvió a participar en la Tercera División en sus ediciones 2022, 2023 y 2024, buscando siempre el ascenso a la Segunda División.

## Título internacional indirecto
A pesar de no contar aún con títulos regionales ni nacionales, el club ya ha ganado de manera indirecta una competencia internacional oficial; pues, en el 2012 representó a su Liga Deportiva Paranaense en la Copa San Isidro de Curuguaty ante la Federación de Colonia, Uruguay.
Este hecho se debió a que la exselección Paranaense se encontraba participando (como nuevo club unificado) en la División Intermedia o segunda división del fútbol paraguayo. La copa bianual es una tradición entre las selecciones campeonas de Paraguay y Uruguay, y en esta ocasión el club retuvo el título para el país tras empatar en Uruguay (1-1) y luego ganar en Ciudad del Este (2-1).

## Uniforme
- Uniforme titular: Camiseta a rayas negras y azules, pantalón negro, medias negras.

## Estadio
Juega de local en su escenario deportivo conocido como Estadio Km 12 Monday, que tiene una capacidad aproximada de 3000 personas.

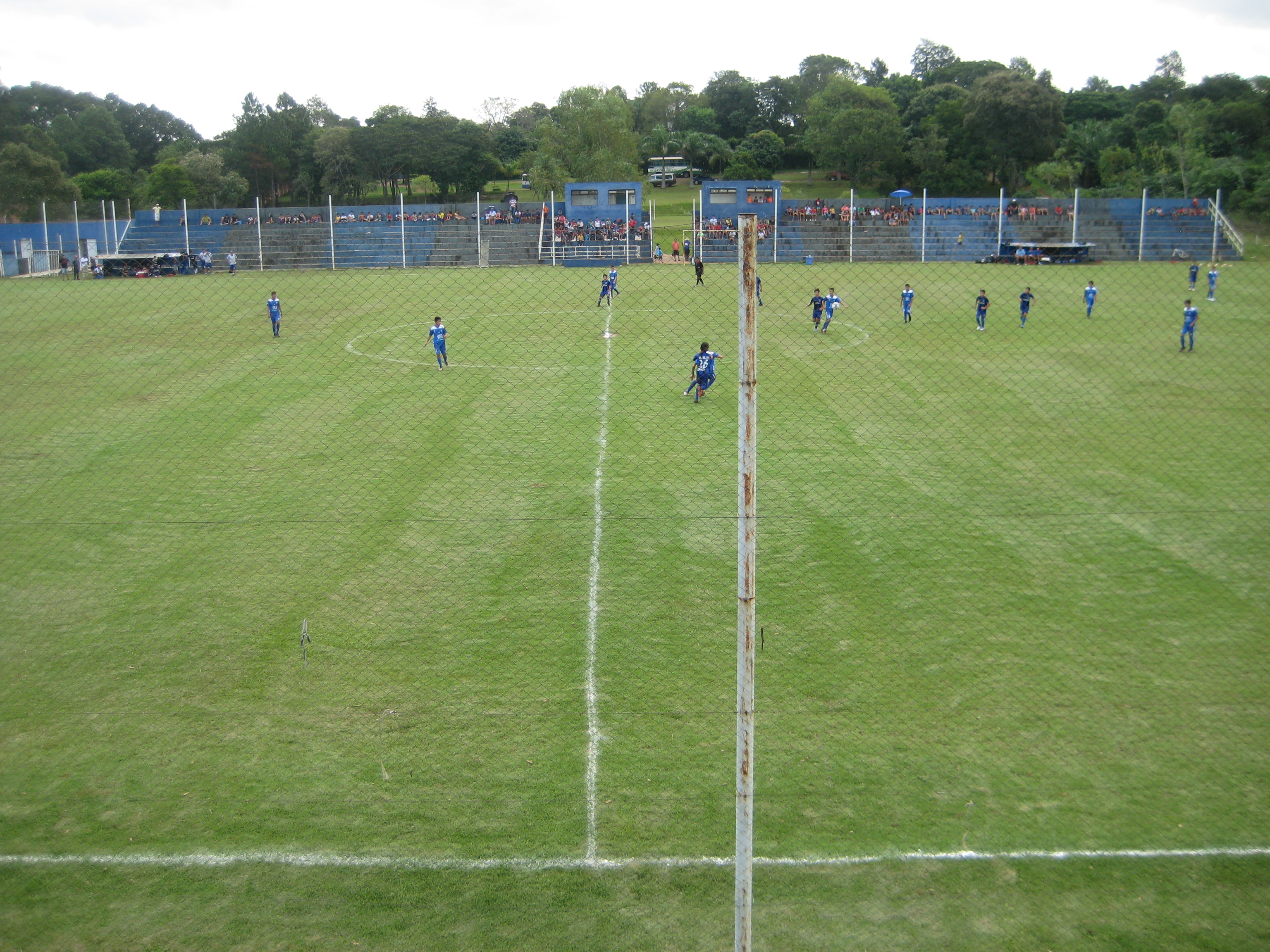
Estadio del Gremio Sol del Este.

## Datos del club
- Temporadas en Tercera División: 5 (2011, 2012, 2013, 2016, 2018).

## Palmarés

### Torneos Nacionales
- Subcampeón de la Primera División Nacional B (1): 2011.

### Torneos internacionales
- Copa San Isidro de Curuguaty (1): 2012 (en representación de la Selección Paranaense).